# 新知富士
新知富士（日语：／）或普列沃火山（俄语：Вулкан Прево）是位於千島群島新知島中部的活火山，属萨哈林州库里尔斯克区，海拔高度1,360米，山體由玄武岩組成，該火山最近一次火山噴發在1825年發生。俄语名以路易·康斯坦特·普雷沃斯特命名。